# الحد الأقصى للسرعة

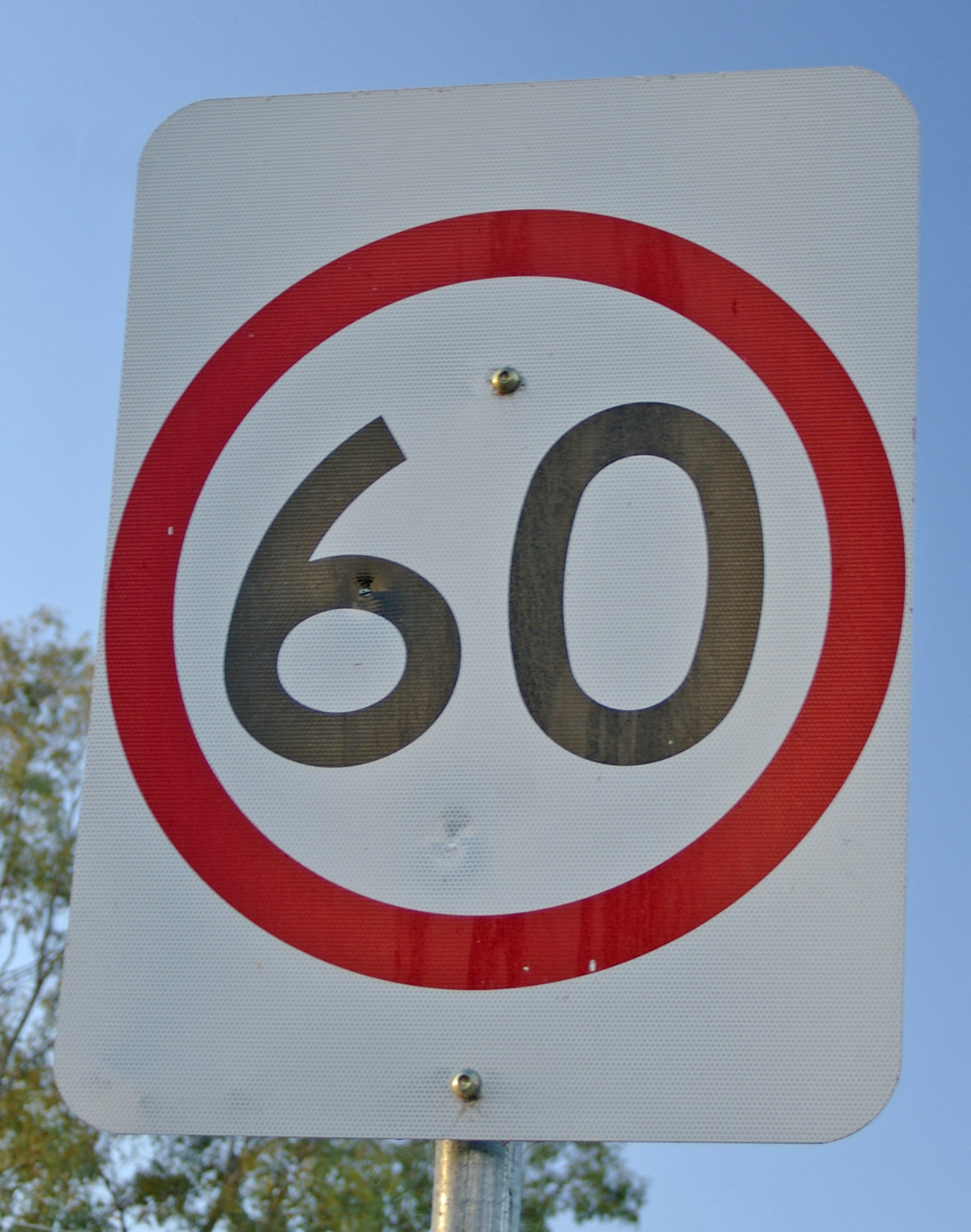

تستخدم حدود السرعة على الطرق في معظم البلدان لتحديد الحد الأقصى القانوني أو الحد الأدنى للسرعة التي يمكن أن تسير بها المركبات على امتداد طريق معين. يشار إلى حدود السرعة بوجه عام على إشارة المرور التي تعكس الحد الأقصى أو الحد الأدنى المسموح به معبراً عنها بالكيلومترات في الساعة (km / h) و / أو الأميال في الساعة (ميل في الساعة). عادة ما يتم تعيين حدود السرعة من قبل الهيئات التشريعية للحكومات الوطنية أو الإقليمية ويتم تنفيذها من قبل الشرطة أو السلطات القضائية الوطنية أو الإقليمية. قد تكون حدود السرعة أيضًا متغيرة، أو غير محدودة في بعض الأماكن، كما هو الحال في معظم أوتوبان في ألمانيا.
وكان الحد الأقصى للسرعة هو 10 ميل في الساعة (16 كم/س) تم وضعها في المملكة المتحدة في عام 1861.
أعلى حد للسرعة في العالم هو 160 كيلومتر في الساعة (99 ميل/س)، والذي ينطبق على طريقين سريعين في دولة الإمارات العربية المتحدة. على الرغم من أن الحد الأقصى للسرعة ومسافة الأمان مطبقان بشكل سيئ في هذا البلد وتحديداً على الطريق السريع بين أبو ظبي ودبي مما يؤدي إلى خطورة في حركة المرور وفقًا لفرنسا،  بينما «يقود السائقون غالبًا بسرعات عالية. ممارسات القيادة غير الآمنة شائعة، خاصة على الطرق السريعة بين المدن. على الطرق السريعة، تخلق المطبات غير المحددة والرمال المنجرفة مخاطر إضافية» وفقًا للولايات المتحدة الأمريكية.
هناك عدة أسباب لتنظيم السرعة على الطرق. غالبًا ما يتم القيام به لمحاولة تحسين السلامة المرورية على الطرق وتقليل عدد الإصابات الناجمة عن حوادث المرور. في «التقرير العالمي عن الوقاية من الإصابات الناجمة عن حوادث الطرق»، حددت منظمة الصحة العالمية (WHO) تحديد السرعة باعتباره واحد من عدد من الخطوات التي يمكن اتخاذها للحد من الإصابات على الطرق. جاء ذلك بعد تقرير أشار لتقديرات منظمة الصحة العالمية إلى أنه قُتل نحو 1.2 مليون شخص وجُرح 50 مليون شخص على الطرق في جميع أنحاء العالم في عام 2004.
يمكن أيضًا تعيين حدود السرعة لتقليل التأثير البيئي لحركة المرور (ضوضاء السيارة والاهتزاز والانبعاثات) وكاستجابة سياسية لاهتمامات المجتمع المحلي المتعلقة بسلامة المشاة. على سبيل المثال، أوصت مسودة اقتراح من فرقة العمل الوطنية الألمانية ذكرت تحديد الحد الأقصى ب130  كم / ساعة (81 ميل في الساعة) عبر أوتوبان للحد من استهلاك الوقود وانبعاثات الكربون. خفضت بعض المدن الحدود إلى أقل من 30 كيلومتر في الساعة (19 ميل/س) لأسباب تتعلق بالسلامة والكفاءة. ومع ذلك، تشير بعض الأبحاث إلى أن التغييرات في الحد الأقصى للسرعة قد لا تغير دائمًا متوسط سرعة السيارة.

## قوانين
تستخدم معظم الولايات القضائية وحدة السرعة المترية التي تتقاس بالكيلومتر في الساعة، بينما تستخدم مناطق أخرى، مثل الولايات المتحدة والمملكة المتحدة، حدود السرعة المحددة بالأميال في الساعة. على الرغم من أنه كانت هناك مناقشات حول التحول إلى استخدام الوحدات المترية في أنظمة الدول الأخرى (انظر القياس في المملكة المتحدة والقياس في الولايات المتحدة)، لا توجد حاليًا اقتراحات لتغيير هذه القوانين. [بحاجة لمصدر]